# Shinsuke Sakimoto
Shinsuke Sakimoto (嵜本 晋輔 Sakimoto Shinsuke?), född 14 april 1982 i Osaka prefektur, är en japansk före detta fotbollsspelare.
Sakimoto började sin karriär 2001 i Gamba Osaka. 2004 flyttade han till Sagawa Express Osaka. Han avslutade karriären 2004.